# Трибометр
Трибометр — це прилад, який вимірює трибологічні величини, такі як коефіцієнт тертя, сила тертя і об'єм зносу, між двома дотичними поверхнями. Його винайшов голландський вчений 18 століття Пітер ван Мушенбрук.
Триботестер (трибометр) — це загальна назва пристрою, який використовується для проведення випробувань і моделювання зношування, тертя та змащення, які є предметом вивчення трибології. Часто триботестери мають надзвичайно специфічні функції та виготовляються виробники, які бажають перевірити та проаналізувати довгострокову продуктивність своєї продукції. Прикладом є виробники ортопедичних імплантатів, які витратили значні суми грошей на розробку триботестерів, які точно відтворюють рухи та сили, які виникають у тазостегнових суглобах людини, щоб вони могли проводити прискорені випробування на зношування своїх виробів.
Інший приклад — трибометр для вимірювань коефіцієнта тертя фільтраційної кірки промивної рідини бурового розчину використовуваного при бурінні свердловин.